# 물뿌리개를 든 소녀
《물뿌리개를 든 소녀》(프랑스어: La Petite Fille à l'arrosoir, 영어: A Girl with a Watering Can)는 프랑스의 화가 오귀스트 르누아르가 1876년 캔버스에 그린 인상파 유화이다. 이 작품은 아르장퇴유에 있는 클로드 모네의 유명한 정원에서 그린 것으로 보이며, 르누아르와 같은 동네에 살며 파란색 드레스를 입고 물뿌리개를 들고 있는 소녀를 그린 것으로 알려져있다. 현재 워싱턴 DC의 국립 미술관에 소장되어 있다.